# Нунлигран
Нунлигра́н — национальное чукотское село в Провиденском районе Чукотского автономного округа России. Название в переводе с чукотского языка — «имеющий посёлок» (от эскимосской основы нуналык «имеющий посёлок» и чук. -рэн/-ран «жильё»).

## Географическое положение
Расположено в бухте между мысами Аччен и Ткэюту Берингова моря. Расстояние до райцентра — посёлка Провидения составляет 180 км, до ближайшего населённого пункта Энмелен — 40 км, с последним Нунлигран связывает грунтовая дорога.

## Население
| 2002 | 2010 | 2012 | 2013 | 2014 | 2015 | 2021 |
| ---- | ---- | ---- | ---- | ---- | ---- | ---- |
| 331  | ↗360 | ↘345 | ↘343 | ↘320 | ↘302 | ↘295 |

## Экономика и социальная инфраструктура
В селе есть школа-интернат, дом культуры, библиотека, почта, узел связи, магазин.
Основное занятие местных жителей — оленеводство и морской промысел.

## Достопримечательности
На южном берегу бухты Преображения в 4 км от Нунлиграна расположен древнеэскимосский поселок, который относится к бирниркскому периоду древнеэскимосской культуры (конец I тыс. н. э.). Это поселение возникло на месте неолитической стоянки первобытных морских охотников.